# Стрільба на літніх Олімпійських іграх 2024 — пневматична гвинтівка, 10 метрів (чоловіки)
Змагання зі стрільби із пневматичної гвинтівки серед чоловіків на літніх Олімпійських іграх 2024 відбулися 28 і 29 липня в Національному стрілецькому центрі в Шатору (Франція).

## Рекорди
Перед змаганнями чинні світовий та олімпійський рекорди були такі:
| Рекорд кваліфікації | Рекорд кваліфікації | Рекорд кваліфікації | Рекорд кваліфікації | Рекорд кваліфікації |
| ------------------- | ------------------- | ------------------- | ------------------- | ------------------- |
| Світовий рекорд     | Петер Шиді (HUN)    | 633.5               | Мюнхен (Німеччина)  | 25 травня 2013      |
| Олімпійський рекорд | Ян Хаожань (CHN)    | 632.7               | Токіо (Японія)      | 25 липня 2021       |

| Рекорд фіналу       | Рекорд фіналу       | Рекорд фіналу | Рекорд фіналу             | Рекорд фіналу  |
| ------------------- | ------------------- | ------------- | ------------------------- | -------------- |
| Світовий рекорд     | Юй Хаонань (CHN)    | 252.8         | Ріо-де-Жанейро (Бразилія) | 30 серпня 2019 |
| Олімпійський рекорд | Вільям Шейнер (USA) | 251.6         | Токіо (Японія)            | 25 липня 2021  |

## Розклад
Вказано центральноєвропейський літній час (UTC+2)
| Дата                     | Час | Раунд        |
| ------------------------ | --- | ------------ |
| Неділя, 28 липня 2024    |     | Кваліфікація |
| Понеділок, 29 липня 2024 |     | Фінал        |

## Підсумки

### Кваліфікація
| Місце | Стрілець | Країна | 1 | 2 | 3 | 4 | 5 | 6 | Загалом | Нотатки |
| ----- | -------- | ------ | - | - | - | - | - | - | ------- | ------- |

### Фінал
| Місце | Стрілець         | Країна               | 1    | 2     | 3     | 4     | 5     | 6     | 7     | 8     | 9     | Загалом< | Нотатки |
| ----- | ---------------- | -------------------- | ---- | ----- | ----- | ----- | ----- | ----- | ----- | ----- | ----- | -------- | ------- |
| 1     | Шен Ліхао        | Китай (CHN)          | 53.4 | 105.8 | 126.5 | 148.2 | 169.8 | 190.2 | 210.5 | 231.1 | 252.2 | 252.2    | OR      |
| 2     | Віктор Ліндґрен  | Швеція (SWE)         | 52.5 | 104.6 | 125.6 | 146.4 | 167.6 | 188.7 | 209.3 | 230.5 | 251.4 | 251.4    |         |
| 3     | Міран Марічич    | Хорватія (CRO)       | 52.8 | 105.1 | 125.3 | 146.2 | 167.8 | 189.0 | 209.8 | 230.0 | Н/Д   | 230.0    |         |
| 4     | Арджун Бабута    | Індія (IND)          | 52.4 | 105.0 | 126.4 | 146.9 | 167.8 | 188.4 | 208.4 | Н/Д   | Н/Д   | 208.4    |         |
| 5     | Даніло Солаццо   | Італія (ITA)         | 52.0 | 104.1 | 124.4 | 145.4 | 166.5 | 187.4 | Н/Д   | Н/Д   | Н/Д   | 187.4    |         |
| 6     | Петар Горша      | Хорватія (CRO)       | 51.8 | 104.8 | 125.8 | 145.7 | 165.6 | Н/Д   | Н/Д   | Н/Д   | Н/Д   | 165.0    |         |
| 7     | Чо Де Хан        | Південна Корея (KOR) | 51.7 | 103.3 | 124.1 | 145.2 | Н/Д   | Н/Д   | Н/Д   | Н/Д   | Н/Д   | 145.2    |         |
| 8     | Хуліан Гутьєррес | Аргентина (ARG)      | 51.4 | 102.7 | 122.8 | Н/Д   | Н/Д   | Н/Д   | Н/Д   | Н/Д   | Н/Д   | 122.8    |         |